# Quận Marathon, Wisconsin
Quận Marathon một quận thuộc tiểu bang Wisconsin, Hoa Kỳ. Quận lỵ đóng ở Wausau6. Theo điều tra dân số năm 2000 của Cục điều tra dân số Hoa Kỳ năm 2000, quận có dân số 125.834 người.

## Địa lý
Theo Cục điều tra dân số Hoa Kỳ, quận có diện tích 4082 km2, trong đó có 81 km2 hay 1,98% là diện tích mặt nước, còn lại là diện tích đất.

### Xa lộ
- U.S. Route 51
- Interstate 39
- Highway 13 (Wisconsin)
- Highway 29 (Wisconsin)
- Highway 49 (Wisconsin)
- Highway 52 (Wisconsin)

- Highway 34 (Wisconsin)
- Highway 97 (Wisconsin)
- Highway 107 (Wisconsin)
- Highway 153 (Wisconsin)

### Quận giáp ranh
- Quận Lincoln - bắc
- Quận Langlade - đông bắc
- Quận Shawano - đông
- Quận Waupaca - đông nam
- Quận Portage - nam
- Quận Wood - nam
- Quận Clark - tây
- Quận Taylor - tây bắc

## Thông tin nhân khẩu
Theo điều tra dân số 2 năm 2000, quận đã có dân số 125.834 người, 47.702 hộ gia đình, và 33.868 gia đình sống trong quận hạt. Mật độ dân số là 81 người trên một dặm vuông (31/km ²). Có 50.360 đơn vị nhà ở với mật độ trung bình 33 trên một dặm vuông (13/km ²). Cơ cấu điểm chủng tộc của dân cư quận bao gồm 93,84% người da trắng, 0,28% da đen hay Mỹ gốc Phi, 0,35% người Mỹ bản xứ, 4,54% châu Á, Thái Bình Dương 0,02%, 0,26% từ các chủng tộc khác, và 0,72% từ hai hoặc nhiều chủng tộc. 0,78% dân số là người Hispanic hay Latino thuộc một chủng tộc nào. 52,6% là của Đức và Ba Lan 13,6% tổ tiên theo điều tra dân số năm 2000. 92,9% nói tiếng Anh, 3,4% nói tiếng Hmong, 1,1% và 1,1% lần lượt nói tiếng Đức và tiếng Tây Ban Nha là ngôn ngữ đầu tiên của họ.
Có 47.702 hộ, trong đó 34,00% có trẻ em dưới 18 tuổi sống chung với họ, 59,90% là đôi vợ chồng sống với nhau, 7,40% có một chủ hộ nữ và không có chồng, và 29,00% là các gia đình không. 23,60% hộ gia đình đã được tạo ra từ các cá nhân và 9,50% có người sống một mình 65 tuổi hoặc lớn tuổi hơn là người. Cỡ hộ trung bình là 2,60 và cỡ gia đình trung bình là 3,11.
Trong quận, dân số có độ tuổi với 26,80% dưới độ tuổi 18, 8,20% 18-24, 29,50% 25-44, 22,50% từ 45 đến 64, và 13,00% từ 65 tuổi trở lên đã được những người. Độ tuổi trung bình là 36 năm. Đối với mỗi 100 nữ có 99,50 nam giới. Đối với mỗi 100 nữ 18 tuổi trở lên, đã có 97,40 nam